# Рагоза
Рагоза́ (рос. Рагоза) — присілок у складі Афанасьєвського району Кіровської області, Росія. Входить до складу Ічетовкінського сільського поселення.
Населення становить 50 осіб (2010, 78 у 2002).
Національний склад станом на 2002 рік — росіяни 86 %.